# Мандрагора лекарственная
Мандраго́ра лека́рственная, или Мандрагора осе́нняя, или Мандрагора весе́нняя (лат. Mandragōra officinārum) — многолетнее травянистое растение; вид рода Мандрагора (Mandragora).

## Ботаническое описание
Многолетнее травянистое растение.
Корень тёмно-коричневый снаружи и белый внутри, толстый, прямой и напоминает человеческую фигуру.
Стебель мандрагоры либо отсутствует, либо очень короткий. Листья растения располагаются в прикорневой розетке, они крупные, цельные, ланцетной или овальной формы, в длину могут достигать 80 сантиметров.
Цветёт с июля по конец августа. Цветки одиночные, состоят из пятираздельной крупной чашечки, венчик колокольчатый с пятью лопастями. В начальный период цветения цветки мандрагоры светло-зелёные, ближе к осени они становятся фиолетового цвета.
Плоды — жёлтые или оранжевые яблокообразные ягоды.

## Химический состав
Все части растения содержат алкалоиды: гиосциамин, атропин, скополамин и другие, а также фитостерин, миристиновую кислоту.

## Лекарственные свойства
Мандрагора обладает успокаивающим, снотворным, болеутоляющим, холагенным действием. По своим фармакологическим свойствам растение близко дурману, белладонне, белене.
Корни растения применяют для изготовления болеутоляющих и спазмолитических средств при неврологических, суставных и мышечных болях, желудочно-кишечных заболеваниях, растение способствует угнетению роста раковых клеток.
Наружно свежее измельчённое растение с мёдом и молоком используют как размягчающее средство при уплотнениях желёз, опухолях и отёках. В виде мази мандрагора оказывает болеутоляющее действие при ревматизме и подагре.
Мандрагора в виде настойки включена в состав лекарственных препаратов, которые используют для лечения воздушной болезни и витилиго.
Алкалоиды, которые входят в состав растения, действуют угнетающе на центральную нервную систему, поэтому препараты на основе мандрагоры оказывают успокаивающее и снотворное действие, помогая при депрессии, фобии.

## Противопоказания и побочные действия
Самостоятельный прием препаратов на основе этого ядовитого растения может привести к потере памяти, галлюцинациям, нарушениям работы мозга, коматозному состоянию и даже остановке дыхания и смерти.

## Систематика

### Синонимика
- Atropa acaulis Stokes
- Atropa humilis Salisb.
- Atropa mandragora L., nom. illeg.
- Mandragora acaulis Gaertn.
- Mandragora autumnalis Bertol.
- Mandragora foemina Garsault, nom. inval.
- Mandragora haussknechtii Heldr.
- Mandragora hispanica Vierh.
- Mandragora ×hybrida Hausskn. & Heldr. ex Heldr.
- Mandragora mas Garsault, nom. inval.
- Mandragora microcarpa Bertol.
- Mandragora neglecta G.Don ex Loudon
- Mandragora officinalis Moris, orth. var.
- Mandragora praecox Sweet
- Mandragora vernalis Bertol.